# Famille von Kuenheim
La famille von Kuenheim (aussi Kunheim, Cunheim ou Kuhnheim) est le nom d'une ancienne famille noble d'origine alsacienne. Plus tard, les seigneurs de Kuenheim s'établissent principalement en Prusse. Kienheim, siège ancestral de la famille, est aujourd'hui une commune française du département du Bas-Rhin. Des branches de la famille existent encore aujourd'hui.

## Histoire
La famille est mentionnée pour la première fois dans un document le 24 juillet 1263 avec le chevalier Cüntze (Kunz) von Künheim. Elle porte déjà le nom du siège ancestral de la famille, Kienheim, aujourd'hui village proche de Strasbourg. La lignée commence avec le chevalier Johannes de Cunheim, mentionné dans un document de 1289. La famille est apparentée à la famille von Berstett, qui apparait déjà en 1120 comme chevalier. Tous deux sont originaires de la même région et portent les mêmes armoiries. En 1419, Vollmar von Künheim fait partie d'un groupe de chevaliers et d'autres personnes qui quittent la ville après que le Magistrat de Strasbourg a décidé de prendre des mesures sévères pour maintenir l'ordre public. Une partie d'entre eux se regroupent bientôt en une association appelée "La chevalerie unie hors de Strasbourg", précédée d'une révolte de la bourgeoisie strasbourgeoise.
La lignée principale des Kuenheim s'éteint en Alsace dès 1500. Une lignée établie en Prusse depuis le XVe siècle - notamment à Mühlhausen dans l'arrondissement de Preußisch Eylau (de) - a pu se perpétuer jusqu'à nos jours avec une branche. Elle se composait à l'origine de trois branches avec les fidéicommis de Juditten, Spanden et Stollen (pl). Une autre lignée est arrivée de Prusse-Orientale en Silésie, mais s'éteint au XVIIe siècle. Les titres de comtes attribués en 1798 par le roi de Prusse Frédéric-Guillaume III à trois Kuenheim s'éteignent eux aussi très vite dans la lignée.
D'un point de vue généalogique, il est intéressant de noter que la famille transmet sa parenté avec le réformateur Martin Luther à de nombreuses autres familles, notamment les von Saucken, des von Tettau et des von Syburg, grâce au mariage de l'administrateur prussien Georg von Kuenheim (de) (mort en 1611) avec Margarete Luther (morte en 1570), la fille de Martin Luther.

## Armes

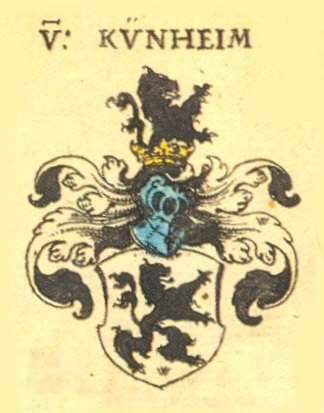
Armoiries selon Siebmacher

Les armoiries de la famille montrent un lion noir en argent, avec une double queue. Le lion noir poussant sur le casque couronné. Les lambrequins sont noirs et argentés.

## Personnalités
- Paul von Cünheim, est prieur de Saint-Ulric-en-Forêt-Noire de 1448 à 1489[5]
- Daniel von Kunheim (de) (né vers 1430 près de Metz en Lorraine et mort en 1507 à Mühlhausen près de Preussisch Eylau, duché de Prusse) est un ancien chef mercenaire et plus tard juge en Prusse. Il est l'ancêtre de la branche prussienne orientale de la famille Kunheim.
- Georg von Kunheim l'Ancien (de) (1480-1543), gouverneur de Tapiau, conseille le margrave Albert de Prusse et favorisa la conversion du duché de Prusse au luthéranisme.
- Georg von Kunheim le Jeune (de) (1532-1611), propriétaire terrien, épouse Margarete Luther, fille cadette de Martin Luther.
- Margarete von Kunheim (1534-1570), fille cadette de Martin Luther
- Johann Dietrich von Kunheim (de) (1684-1752), ministre prussien du budget et président de la cour[6]
- Johann Ernst von Kunheim (1730-1818), lieutenant général royal prussien
- Emil von Kuenheim (1800-1862), conseiller général, 1859-1862 propriétaire terrien Oberland
- Ernst von Kuenheim (1835-1905), chambellan prussien, propriétaire foncier
- Volmar von Kuenheim (1891-1935), propriétaire terrien prussien
- Wilhelm von Kuenheim (1887-1972), prussien
- Eberhard von Kuenheim (de) (né en 1928), manager allemand, président du Directoire de BMW (voir aussi : Fondation Eberhard-von-Kuenheim (de))
- Haug von Kuenheim (de) (né en 1934), publiciste allemand
- Hendrik von Kuenheim (de) (né en 1959), entraîneur allemand